# Delahaye Type 32

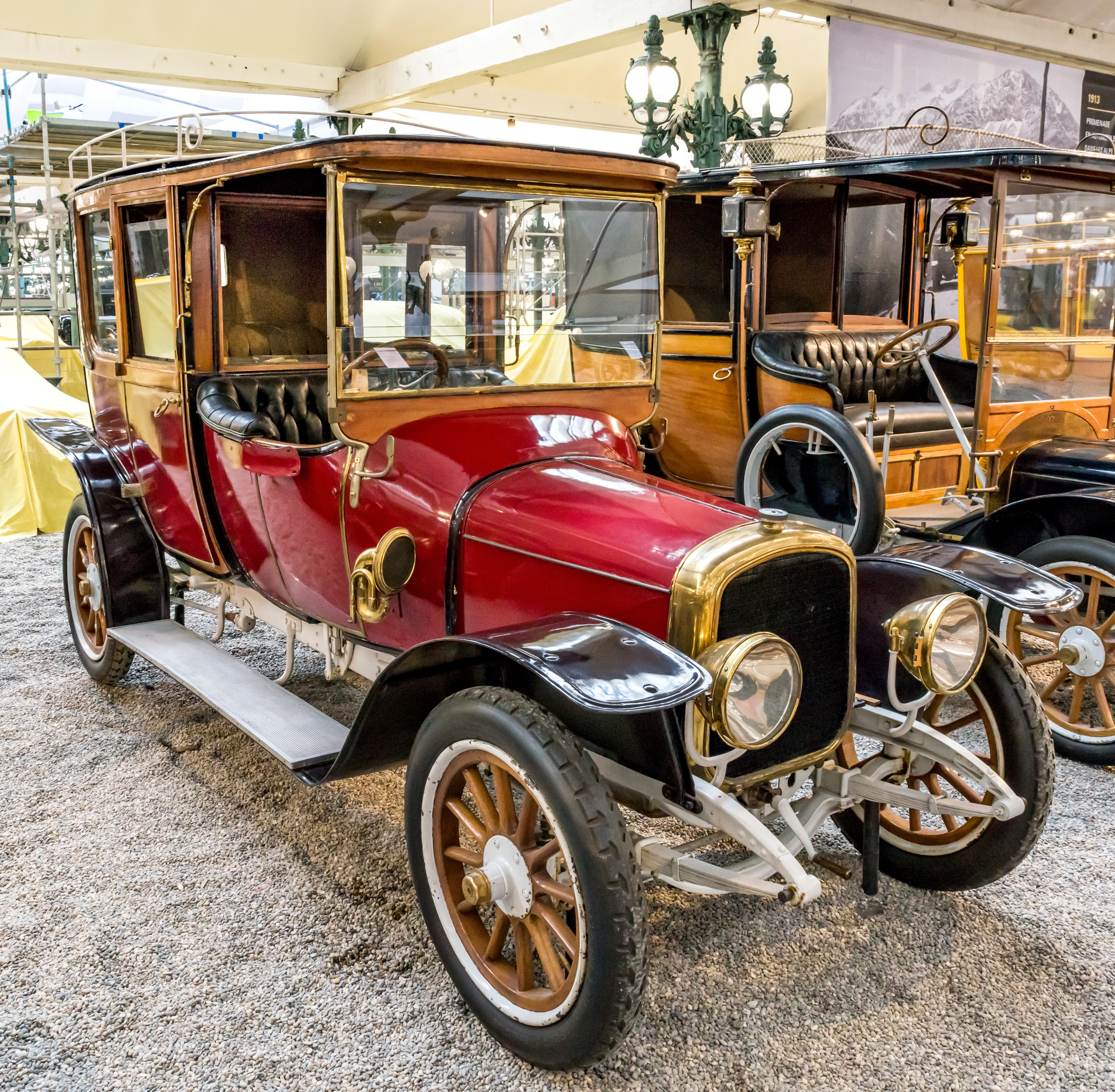
Als Coupé-Chauffeur in der Cité de l’Automobile

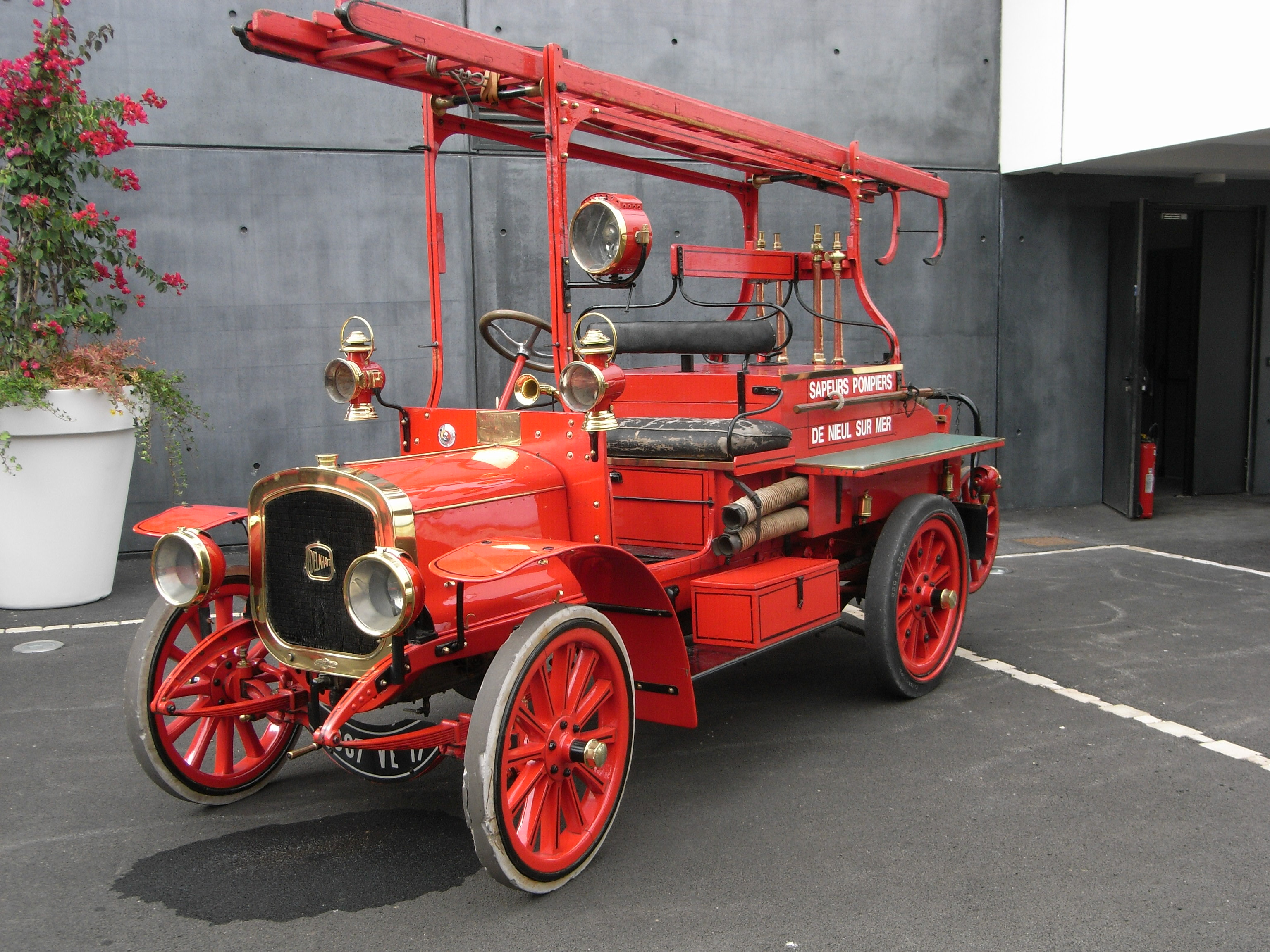
Als Feuerwehrfahrzeug

Der Delahaye Type 32 ist ein frühes Pkw-Modell. Hersteller war Automobiles Delahaye in Frankreich.

## Beschreibung
Die Fahrzeuge wurden zwischen 1907 und 1914 hergestellt.

### Type 32
Die Grundausführung gab es von 1907 von 1913. Der Ottomotor war in Frankreich mit 12–16 CV eingestuft. Es ist ein Vierzylindermotor mit 75 mm Bohrung, 110 mm Hub und 1944 cm³ Hubraum. Er leistet 20 PS. Er ist vorn im Fahrgestell eingebaut und treibt über eine Kardanwelle die Hinterachse an. Drei- und Vierganggetriebe standen zur Wahl.
Das Fahrgestell war mit unterschiedlich langen Radständen erhältlich, darunter 264 cm, 268 cm, 275 cm, 288 cm und 300 cm. Bekannt sind die Karosseriebauformen Phaeton, Doppelphaeton, Limousine, Coupé und Tourenwagen. Für ein erhaltenes Fahrzeug von 1910 sind 135 cm Spurweite, 400 cm Fahrzeuglänge, 160 cm Fahrzeugbreite und 850 kg Fahrgestellgewicht bekannt.
Es wurden mindestens 2000 Fahrzeuge gefertigt.

### Type 32 PL
Von 1912 bis 1913 gab es diese Ausführung als Lieferwagen. Die Nutzlast beträgt 500 kg. Die Motorleistung war auf 16 PS reduziert.
Es gab auch Aufbauten als Feuerwehrfahrzeug.

### Type 32 LC
Diese Variante stand von 1912 bis 1914 im Sortiment. Das LC steht für „longue course“, also langer Hub. Der Hub wurde auf 130 mm erhöht. Das ergibt 2297 cm³ Hubraum. Der Motor leistet 22 PS. Die Steuereinstufung blieb zunächst identisch. Als sich 1913 die Berechnungsweise änderte, wurde daraus ein 10–12 CV. Bekannt sind Radstände von 278 cm und 288 cm.
Eine erhaltene Limousine von 1912 wurde 2013 für 33.358 Euro versteigert.